# Roger Penrose

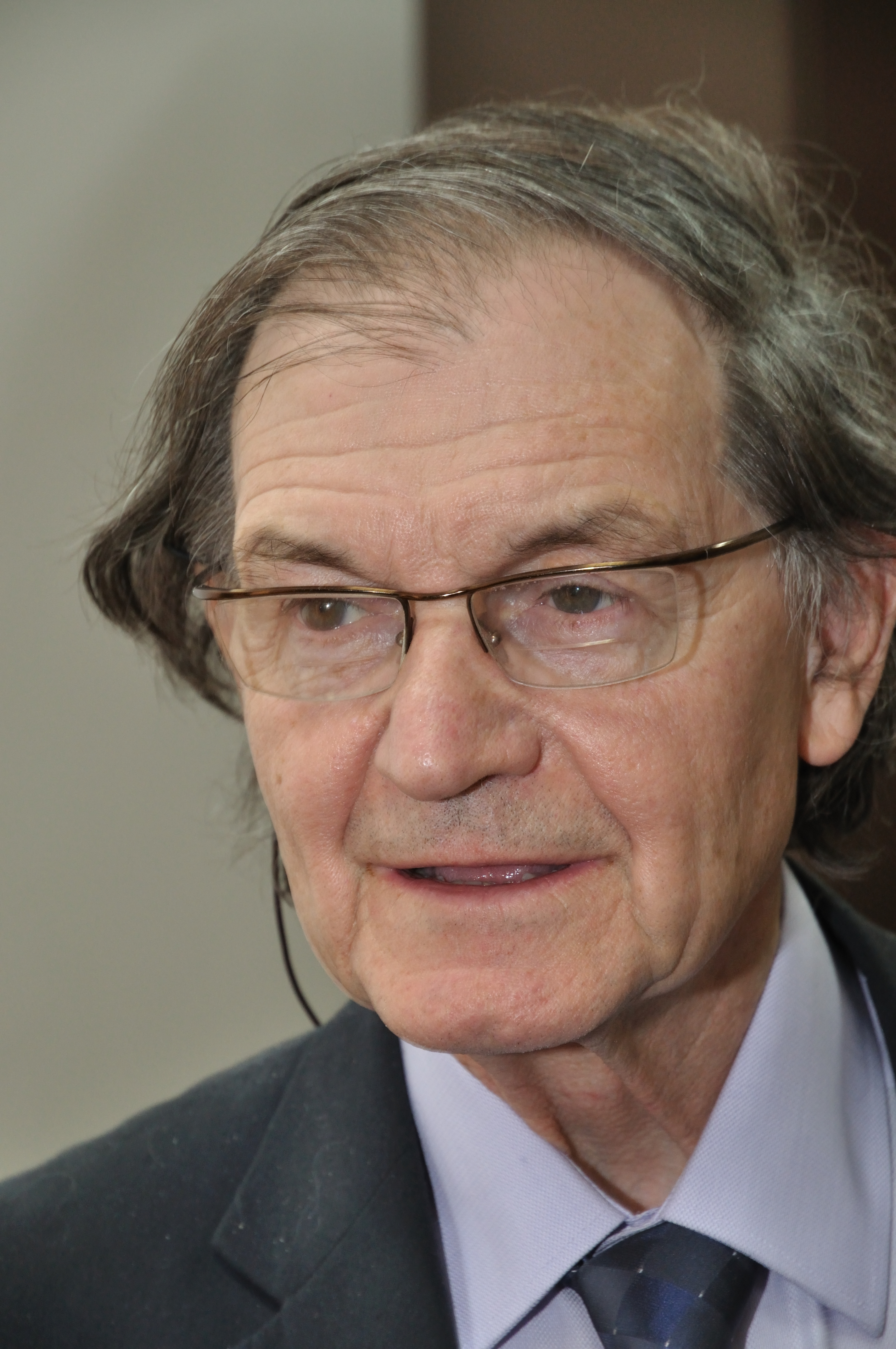
Roger Penrose (2011)

Sir Roger Penrose OM (* 8. August 1931 in Colchester, Essex) ist ein britischer Mathematiker und theoretischer Physiker.
Hauptforschungsgebiete von Penrose sind die mathematische Physik und die Kosmologie, seine Arbeiten auf diesen Gebieten sind hoch geachtet. Er hat sich auch in zahlreichen populärwissenschaftlichen Büchern zu Themen der Philosophie geäußert. Er erhielt 2020 eine Hälfte des Nobelpreises für Physik „für die Entdeckung, dass die Bildung Schwarzer Löcher eine robuste Vorhersage der allgemeinen Relativitätstheorie ist“ (so die Laudatio), also nicht auf speziellen mathematisch vereinfachten Annahmen beruht. Die Laudatio nahm damit insbesondere auf seine mathematischen Arbeiten in den 1960er Jahren mit Einführung neuer Methoden in der allgemeinen Relativitätstheorie Bezug, die in der gemeinsamen Arbeit mit Stephen Hawking über die Existenz von Singularitäten und damit Schwarzen Löchern in der allgemeinen Relativitätstheorie unter sehr allgemeinen Voraussetzungen gipfelte (Singularitäten-Theorem). Die zweite Hälfte des Nobelpreises ging an Andrea Ghez und Reinhard Genzel für den empirischen Nachweis der Existenz eines supermassereichen Schwarzen Lochs im Zentrum der Milchstraße.

## Leben
Roger Penrose ist der Sohn des medizinischen Genetikers Lionel Penrose (Begründer des Colchester Surveys zur Aufdeckung genetischer bzw. Umwelt-Ursachen von geistigen Erkrankungen) und von Margaret Leathes, einer Ärztin. Des Weiteren ist er der Bruder des Physikers Oliver Penrose, des britischen Schachmeisters und Psychologen Jonathan Penrose und der Genetikerin Shirley Hodgson. Sein Vater wanderte 1939 nach London in Ontario, Kanada, aus (er war dort Direktor der psychiatrischen Klinik am Hospital), wo Penrose die Schule besuchte. 1945 kehrte die Familie nach England zurück, und Penrose besuchte das University College London, wo sein Vater Professor für Genetik war.
Nach dem Bachelor wechselte er an die University of Cambridge, um in algebraischer Geometrie bei William Vallance Douglas Hodge zu arbeiten, wechselte dann aber zu John Arthur Todd, bei dem er 1957 promovierte. Daneben hörte er auch Physik-Kurse bei Paul Dirac und Hermann Bondi und wurde außerdem stark durch den Kosmologen Dennis W. Sciama beeinflusst. 1956/57 war er Assistant Lecturer am Bedford College in London, wechselte danach als Research Fellow an das St. John’s College in Cambridge. 1959–1961 arbeitete er in den USA an der Princeton University und an der Syracuse University, danach 1961–1963 am King’s College in Cambridge und 1963/64 als Gastprofessor an der University of Texas at Austin. 1964 wurde er Reader am Birkbeck College in London und 1966 dort Professor für angewandte Mathematik.
Penrose war von 1973 bis 1998 Rouse Ball Professor an der University of Oxford. Danach wurde er Geometrie-Professor am Gresham College in London.
Von 1992 bis 1995 war er Präsident der International Society on General Relativity and Gravitation.
Er war von 1959 bis 1981 in erster Ehe mit der Amerikanerin Joan Isabel Wedge verheiratet, mit der er drei Kinder hat. In zweiter Ehe heiratete er 1988 die Lehrerin Vanessa Thomas, mit der er zwei Kinder hat.

## Öffentlichkeit
In der Öffentlichkeit ist Penrose durch seine populärwissenschaftlichen Arbeiten bekannt: In mehreren Büchern (The Emperor’s New Mind, Shadows of the Mind, The Large, the Small and the Human Mind) setzt er sich mathematisch-physikalisch mit Problemen des Bewusstseins und der künstlichen Intelligenz auseinander.

## Leistungen

### Physik

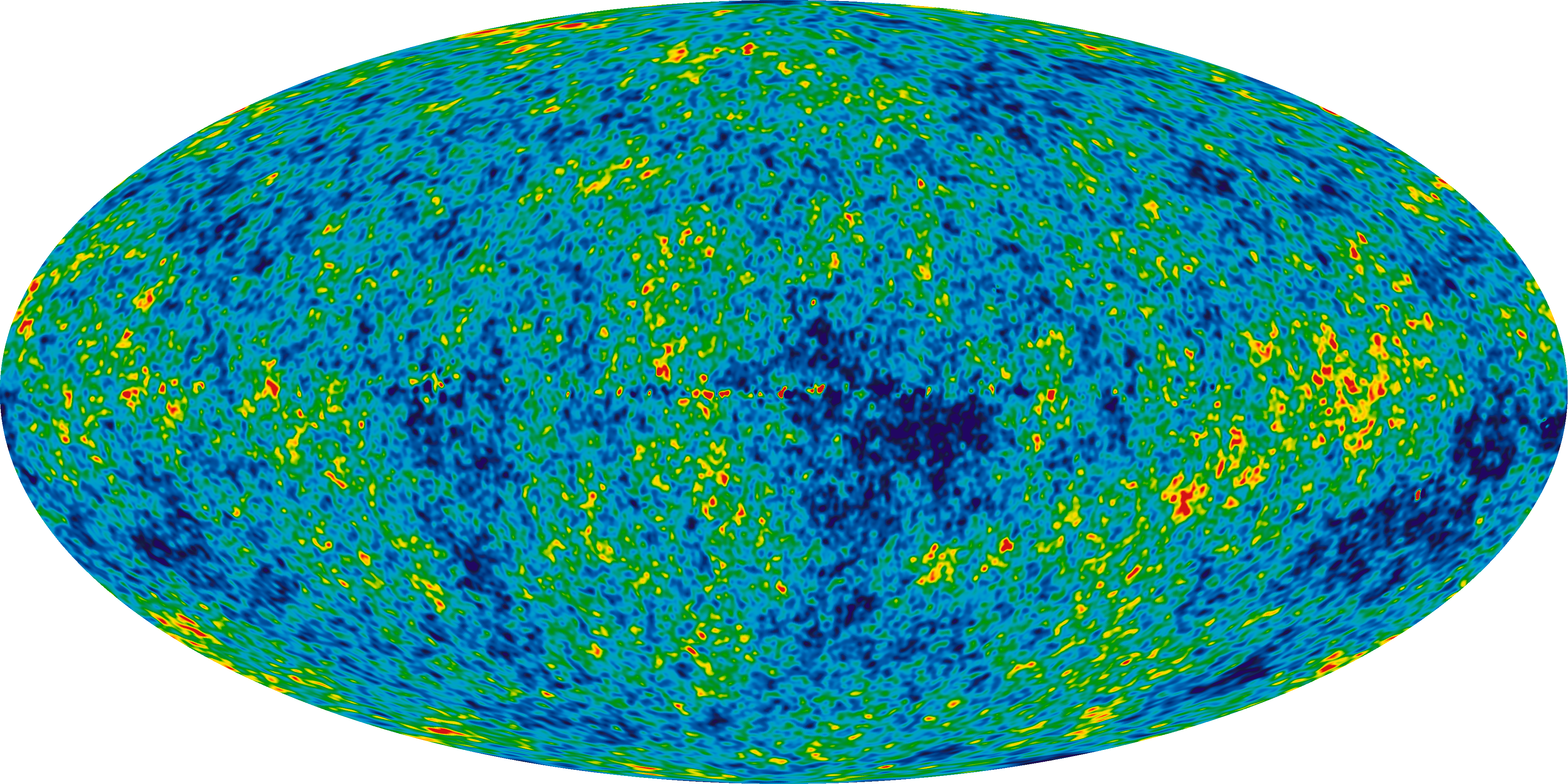
Temperaturschwankungen der kosmischen Hintergrundstrahlung, gemessen durch WMAP

Penrose führte Spin-Netzwerke ein, aus denen später die Theorie der Schleifenquantengravitation und die Twistor-Theorie entwickelt wurde. Insbesondere der Ausbau der Twistor-Theorie, die er begründete und die er als Basis einer umfassenden physikalischen Theorie der fundamentalen Wechselwirkungen und Teilchen sieht, war ihm eines der Hauptanliegen in seiner Wissenschaftler-Karriere. 
Eine weitere grundlegende Erkenntnis in der Kosmologie geht auf ihn und Stephen Hawking zurück: 
Der Satz von Hawking-Penrose, nach dem in den Einsteinschen Feldgleichungen Lösungen mit Singularitäten existieren müssen. Dazu gehören zum Beispiel Urknall oder auch Schwarze Löcher.
Nach der Cosmic Censorship Hypothese von Penrose sind Singularitäten aber immer durch Ereignishorizonte abgeschirmt und nackte Singularitäten kommen nicht vor. Der von ihm 1969 entdeckte Penrose-Prozess ermöglicht es, aus rotierenden Schwarzen Löchern Energie zu entnehmen. Schließlich machte Penrose 1979 mit der Weylkrümmungshypothese auch einen Vorschlag, wie der Zweite Hauptsatz der Thermodynamik in der Kosmologie verwurzelt sein könnte und wie somit einerseits der kosmologische Zeitpfeil, andererseits die beeindruckende beobachtete räumliche Homogenität und Isotropie des Universums erklärt werden könnte. Im Zusammenhang mit der Allgemeinen Relativitätstheorie entwickelte er auch das Penrose-Diagramm, mit dem man die globale Struktur einer Raumzeit graphisch darstellen kann.
Penrose fordert die Entwicklung einer Theorie der Quantengravitation unter Berücksichtigung einer gewissen Nichtberechenbarkeit in der Welt der Quantenphänomene bzw. ihrer Deutungen und der Integration der Prinzipien der Allgemeinen Relativitätstheorie Einsteins. Diese neue Physik nennt er OR-Physik.
Im Jahr 2010 interpretierte Penrose, gemeinsam mit Wahe Gursadjan, Anomalien (nach ihnen konzentrische Kreise) in den WMAP-Daten der kosmischen Hintergrundstrahlung als Beweis für Aktivitäten vor dem Urknall (Kollisionen supermassereicher Schwarzer Löcher). Er sieht das als Bestätigung eines von ihm vorgeschlagenen Modells eines zyklischen Universums (CCC, conformal cyclic cosmology = „konforme zyklische Kosmologie“), das aufeinander folgende Universen vorsieht und somit im Gegensatz zum Modell der Paralleluniversen steht. Demnach folgt auf das Ende eines expandierten Universums ein neuer Urknall, was eine Symmetrie bzw. konforme (das heißt im Wesentlichen skalenunabhängige) Transformation zwischen Anfang und Ende voraussetzt (das steht mit seiner Weylkrümmungshypothese zur Erklärung der Entropie des Universums in Verbindung). Da aber im bekannten Universum massive Teilchen vorhanden sind und dadurch Skalen definiert werden, postuliert er zudem, dass die Teilchen in der Endphase ihre Masse verlieren. Auch postuliert er zur Erklärung von Temperaturfluktuationen in der kosmischen Hintergrundstrahlung masselose Teilchen, die Gravitation vermitteln und Dunkle Materie ausmachen, und nennt sie Erebon nach Erebos.

### Mathematik

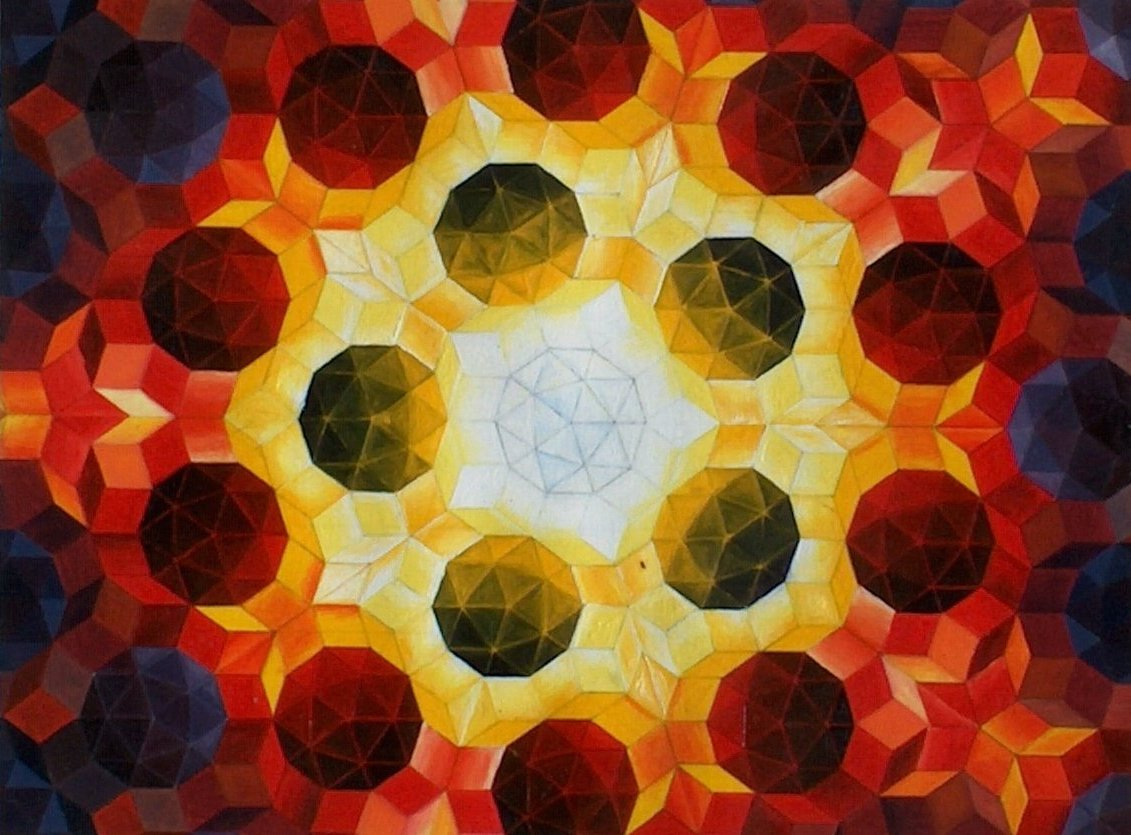
Umsetzung der 5-fachen symmetrischen Kachelstruktur von Roger Penrose

Penta Plexity

Noch als Student entdeckte Penrose 1955 die Penrose-Inversen von Matrizen.
Penrose entdeckte 1974 mehrere zueinander verwandte kleine nicht-periodische Mengen von Kacheln, insbesondere auch mehrere aperiodische Paare. Mit solchen Kacheln kann die Ebene parkettiert werden, aber keine dieser Parkettierungen ist periodisch (das heißt, sie lässt sich nicht nach Art eines Tapetenmusters in zwei Richtungen durch Translation fortsetzen). Sie können jedoch anderweitig eine gewisse Ordnung besitzen; so sind sie oft (aber nicht immer) fünfzählig drehsymmetrisch. Begrenzte Teilgebiete können an anderer Stelle identisch wieder auftauchen. Diese Muster werden daher manchmal auch quasiperiodisch genannt. Solche Penrose-Parkettierungen sind aus einer hierarchisch strukturierten Packung regelmäßiger Fünfecke abgeleitet. 1984 wurden ähnliche Strukturen bei Quasikristallen gefunden, was den Entdeckern einen Nobelpreis in Chemie einbrachte.
Roger Penrose hat unter anderem das Penrose-Dreieck, ein Dreieck mit drei aufeinander stehenden rechten Winkeln, erfunden. Die Konstruktion, die in der Realität nicht möglich ist, hat den niederländischen Grafiker M. C. Escher zu den Bildern Wasserfall und Belvedere animiert.
In der Mathematik wird Schönheit oft mit Einfachheit in Verbindung gebracht. Penrose kommt hier zu dem Ergebnis, dass in der Mathematik nicht Einfachheit als solche schön ist, sondern vor allem unerwartete Einfachheit.

### Physik und Bewusstsein, Arbeiten zu den Grundlagen der Quantenmechanik
Penrose versucht in mehreren Werken mit einer Drei-Welten-Lehre metaphysische Probleme populärwissenschaftlich zu beschreiben und seine Lösungsvorschläge zu erklären. Aus der ersten Welt des platonisch-mathematischen Logos ist die physikalische Realität nur ein kleiner Ausschnitt (es wären andere Naturgesetze denkbar). Die dritte, geistige Welt ist das Bewusstsein des Einzelnen.
Bei der Suche nach „einer physikalischen Heimat für Bewusstsein“ schlägt Penrose zusammen mit Stuart Hameroff ein Modell vor, nach dem das Bewusstsein auf quantenmechanischen Effekten wie EPR-Phänomenen, Quantenverschränkung oder Quanten-Nichtlokalität und Quantenkohärenz beruht, die in den Mikrotubuli des Zellskeletts und der Schnittstelle mit dem Neuron lokalisiert seien. Diese Vorstellung wird kontrovers diskutiert, insbesondere erscheint fraglich, ob solche Phänomene bei der Temperatur und Dichte lebendiger Materie überhaupt möglich sind.
Nach dieser Hypothese führen subtile physikalische Prozesse auf Nanometerskala (10−9 m) im Grenzgebiet zwischen klassischer Physik und Quantenmechanik in einem hochentwickelten Nervensystem zu dem, was wir „Geist“ oder „Bewusstsein“ nennen. Von anderen Quantenphysikern, Neurobiologen und Philosophen, wie Thomas Metzinger, Gerhard Roth oder Christof Koch, wird das Hameroff-Penrose-Modell allerdings abgelehnt. Er erhält für seine Theorie jedoch von verschiedenen Naturwissenschaftlern auch Unterstützung, so zum Beispiel durch die Physiker Hans-Peter Dürr und Amit Goswami sowie den Chemiker Rolf Froböse.
Penrose schlug 2003 mit dem niederländischen Experimentalphysiker Dirk Bouwmeester vor, seine Hypothese des Einflusses der gravitativen Raumkrümmung auf die Superposition quantenmechanischer Zustände an Nano-Spiegeln zu testen.

## Auszeichnungen
- 1966 Adams-Preis
- 1971 Dannie-Heineman-Preis für mathematische Physik
- 1975 Eddington-Medaille
- 1978 Plenarvortrag auf dem Internationalen Mathematikerkongress in Helsinki (The complex geometry of the natural world)
- 1985 Royal Medal der Royal Society
- 1988 Wolf-Preis für Physik
- 1989 Dirac-Medaille des Institute of Physics
- 1990 Albert-Einstein-Medaille
- 1991 Naylor-Preis
- 1992/93 Gifford Lecture an der University of St Andrews
- 1994 als Knight Bachelor zum Ritter geschlagen
- 1998 Helmholtz-Medaille der Berlin-Brandenburgischen Akademie der Wissenschaften
- 2000 Gibbs Lecture
- 2000 Karl-Schwarzschild-Medaille der Astronomischen Gesellschaft
- 2000 Marcel Grossmann Award
- 2000 Order of Merit
- 2004 Amaldi-Medaille
- 2004 De-Morgan-Medaille
- 2006 Dirac Medal der University of New South Wales
- 2008 Copley-Medaille
- 2018 Clay Award for Dissemination[17]
- 2019 Pomerantschuk-Preis
- 2020 Erasmus Medal
- 2020 Nobelpreis für Physik

## Mitgliedschaften
- 1972 Fellow der Royal Society (FRS)
- 1998 Mitglied der National Academy of Sciences der USA
- 2001 Ehrenmitglied der Royal Irish Academy[18]
- 2011 Mitglied der American Philosophical Society
- 2019 Mitglied der Academia Europaea[19]

## Veröffentlichungen (Auswahl)
- Tensor Methods in Algebraic Geometry. University of Cambridge 1956. (Dissertation)
- Geometrical Algebras: A New Approach to Invariant Theory. Bedford College, London 1957.
- Techniques of Differential Topology in Relativity. SIAM, Philadelphia 1972.
- mit Wolfgang Rindler: Spinors and Space-Time. Volume 1: Two-Spinor Calculus and Relativistic Fields. Cambridge Monographs on Mathematical Physics. Cambridge University Press, 1987, ISBN 0-521-33707-0.
- The Emperor’s New Mind. Concerning Computers, Minds, and the Laws of Physics. Oxford University Press, 1989, ISBN 0-14-014534-6.
  - dt. Ausgabe: Computerdenken. Des Kaisers neue Kleider oder Die Debatte um künstliche Intelligenz, Bewußtsein und die Gesetze der Physik. Spektrum der Wissenschaft, Heidelberg 1991, ISBN 3-8274-1332-X.
- Shadows of the Mind. A Search for the Missing Science of Consciousness. Oxford University Press, 1994, ISBN 0-19-853978-9.
  - dt. Ausgabe: Schatten des Geistes. Wege zu einer neuen Physik des Bewusstseins. Spektrum, Heidelberg/Berlin/Oxford 1995, ISBN 3-86025-260-7.
- mit Stephen Hawking: The Nature of Space and Time. Princeton University Press, 1996, ISBN 0-691-03791-4.
  - dt. Ausgabe: Raum und Zeit. Rowohlt, Reinbek 1998, ISBN 3-498-02934-7.
  - Hawkings Teil des Buches ist frei erhältlich unter arxiv:hep-th/9409195
- The Large, the Small and the Human Mind. Cambridge University Press, 1997, ISBN 0-521-56330-5.
  - dt. Ausgabe: Das Große, das Kleine und der menschliche Geist. Spektrum, Heidelberg/Berlin 2002, ISBN 978-3-8274-0289-9
- Quantum Computation, Entanglement and State Reduction. In: Philosophical Transactions of the Royal Society of London. Series A, 356, 1998, S. 1927–1939.
- The Road to Reality. A Complete Guide to the Laws of the Universe. Jonathan Cape, London 2004, ISBN 0-224-04447-8.
  - Deutsche Teilübersetzung: Der Weg zur Wirklichkeit: die Teilübersetzung für Einsteiger, Übersetzerin Anita Ehlers, Beiträge von Markus Pössel, Spektrum Akademischer Verlag 2010, ISBN 978-3-8274-2341-2
- mit Wolfgang Rindler: Spinors and Space-Time. Volume 2: Spinor and Twistor Methods in Space-Time Geometry. Cambridge Monographs on Mathematical Physics. Cambridge University Press, 2008, ISBN 0-521-34786-6.
- Cycles of Time. Bodley Head, 2010, ISBN 978-0-224-08036-1.
  - deutsch: Zyklen der Zeit. Eine neue ungewöhnliche Sicht des Universums. Übersetzt von Thomas Filk. Spektrum Akademischer Verlag, Heidelberg 2011, ISBN 978-3-8274-2801-1.
- Collected Works. 6 Bände, Oxford University Press 2011.
- Fashion, Faith, and Fantasy in the New Physics of the Universe. Princeton University Press, Princeton, New Jersey, USA 2016, ISBN 978-0-691-11979-3.
- Consciousness and the Universe: Quantum Physics, Evolution, Brain & Mind. Science Publishers, New York, 2010, ISBN 978-1-938024-30-6